# Éric Neuhoff
Pour les articles homonymes, voir Neuhoff.
Éric Neuhoff est un journaliste, critique de cinéma et écrivain français, né le 4 juillet 1956 à Paris.
Il a reçu plusieurs prix littéraires, dont le prix Prince-Pierre-de-Monaco, en 2014, pour l'ensemble de ses œuvres.

## Biographie
En 1978, alors qu'il est encore étudiant, Eric Neuhoff est victime d'un grave accident de voiture en Espagne. Il raconte sa longue convalescence dans Pentothal, paru en 2025.
Licencié ès lettres, Éric Neuhoff se révèle comme écrivain et critique au début des années 1980, dans un style néo-hussard, aux côtés de Denis Tillinac, Patrick Besson et Didier van Cauwelaert.
Il a fait partie de l'équipe du Fou du roi, émission menée par Stéphane Bern.
Il écrit pour Madame Figaro et prend part à la chronique cinéma et littérature de l'émission de radio Le Masque et la Plume sur France Inter ; il collabore de façon régulière au mensuel Service littéraire et à l'émission de télévision Le Cercle sur Canal+ Cinéma.
Il a participé à l'écriture du scénario du film Les Âmes fortes de Raoul Ruiz.
Il a publié plusieurs ouvrages sur le cinéma, notamment Lettre ouverte à François Truffaut (1987) ainsi qu'une biographie de Frank Sinatra, Histoire de Frank (2003). En 2019, il brosse un portrait critique du cinéma français contemporain dans le pamphlet (Très) cher cinéma français,, qui est à son tour critiqué comme étant un « court pamphlet déploratif ».
En 2023, il postule à l'Académie française, mais n'est pas élu.

### Décoration
- 2012 :  Chevalier de la Légion d'honneur[9]

## Soutien à Françoise Sagan
En 2002, il initie avec Jean-François Coulomb une pétition demandant une « solution rapide et décente aux problèmes fiscaux de Françoise Sagan », condamnée pour une fraude fiscale sur ses revenus de 1994, devenant de fait redevable à l’État de 838 469 euros, en considérant que si « Françoise Sagan doit de l'argent à l’État, la France lui doit beaucoup plus : le prestige, le talent, un certain goût de la liberté et de la douceur de vivre. »

## Ouvrages
- 1982 : Précautions d'usage, La Table ronde
- 1984 : Un triomphe, Olivier Orban
- 1985 : Nos amies les lettres, Olivier Orban
- 1986 : Des gens impossibles, La Table Ronde
- 1987 : Lettre ouverte à François Truffaut, Albin Michel
- 1989 : Les Hanches de Laetitia, Albin Michel prix Roger-Nimier 1990
- 1992 : Actualités françaises, Albin Michel
- 1992 : Comme hier, Albin Michel
- 1993 : Pas trop près de l'écran (avec Patrick Besson), Le Rocher
- 1994 : Michel Déon, Le Rocher
- 1995 : Barbe à papa, Albin Michel prix des Deux Magots 1995 et prix Roland de Jouvenel de l’Académie française 1996
- 1997 : La Petite Française prix Interallié 1997
- 1998 : Champagne !, Albin Michel
- 1998 : La Séance du mercredi à 14 heures, La Table Ronde
- 2001 : Un bien fou, Albin Michel grand prix du roman de l'Académie française 2001
- 2003 : Histoire de Frank, Fayard
- 2006 : Quand les brasseries se racontent, Albin Michel
- 2007 : Pension alimentaire, Albin Michel
- 2009 : Les Insoumis, Fayard prix Le Vaudeville 2009
- 2012 : Mufle, Albin Michel prix Virilo 2012
- 2013 : Dictionnaire chic du cinéma, Écriture
- 2014 : L'amour sur un plateau (de cinéma), L'Herne
- 2015 : Dictionnaire chic de la littérature étrangère, Écriture
- 2016 : Deux ou trois leçons de snobisme, Écriture
- 2017 : Costa Brava, Albin Michel prix Cazes 2017
- 2018 : Les Polaroïds, Le Rocher
- 2019 : (Très) cher cinéma français, Albin Michel prix Renaudot essai 2019
- 2020 : Sur le vif, Les Éditions du Rocher
- 2021 : Les Romans d'avant[11], Albin Michel[12]
- 2022 : Rentrée littéraire, Paris, Albin Michel  (ISBN 978-2-226-43500-2)
- 2022 : Petit éloge amoureux des cinémas, Privat
- 2022 : Cocktail de saison, Éditions du Rocher
- 2025 : Pentothal, Paris, Albin Michel